# Chlorophytum sofiense
Chlorophytum sofiense là một loài thực vật có hoa trong họ Măng tây. Loài này được (H.Perrier) Marais & Reilly mô tả khoa học đầu tiên năm 1978.